# Millicom

Logo der Marke Tigo

Millicom International Cellular (MIC) vertreibt unter der Marke „tigo“ in 15 Schwellenländern in Afrika und Lateinamerika ein umfangreiches Angebot digitaler Produkte und Services für über 45 Millionen Kunden. Der Schwerpunkt der 1990 gegründeten Firma ist das Mobilfunkgeschäft, zum Angebot gehören heute aber auch Kabelfernsehen, Breitband-Internet und E-Commerce (aufgrund einer Investition in Rocket Internet), sowie weitere Medienservices.
Im März 2013 wurde durch Hans-Holger Albrecht die neue Wachstumsstrategie bekannt gegeben: Der jährliche Umsatz soll bis 2017 auf 9 Mrd. USD verdoppelt werden. Millicom beschäftigt über 10.000 Mitarbeiter, der Hauptsitz des Unternehmens befindet sich in Luxemburg und es ist unter MIC notiert an der NASDAQ OMX in Stockholm.

## Süd- und Mittelamerika

### Guatemala
Die Einführung der Marke TIGO in Guatemala wurde 2004 durchgeführt, um die alten nationalen Marken COMCEL und Amigo de COMCEL durch eine neue internationale Marke zu ersetzen. TIGO Guatemala ist der größte Mobilfunkbetreiber in Guatemala mit über fünf Millionen Mobilfunkkunden (Stand: August 2009). Konkurrenten wie die internationalen Mobilfunkbetreiber Movistar (Telefónica), Claro (America Movil), nutzen die Technologie AMPS/TDMA und GSM/GPRS/EDGE mit 850 MHz. TIGO Guatemala betreibt bereits kommerziell UMTS/HSPA über 850 MHz seit 2008.

### El Salvador
TIGO – im Jahr 2004 als Marke in El Salvador eingeführt – ersetzte die alte nationale Marke TELEMOVIL. TIGO El Salvador ist der größte Mobilfunkbetreiber in El Salvador mit mehr als 2,4 Millionen Nutzern. Konkurrenten im Markt sind Movistar (Telefónica), Claro (America Movil), Digicel (Digicel Group) und Red (Infonet), die GSM/GPRS- und UMTS-Technologie über 850 MHz nutzen.

### Honduras
2004 wurde TIGO in Honduras als Marke eingeführt und ersetzte die alte nationale Marke Celtel. TIGO Honduras ist der größte Netzbetreiber mit mehr als vier Millionen Kunden (bei einer Einwohnerzahl von 7,5 Millionen). Konkurrenten sind Claro (America Movil), Digicel (Digicel Group) und die staatliche Hondutel, die sich der GSM/GPRS- und UMTS-Technik mit einer Sendefrequenz 850 MHz bedienen.

### Paraguay
TIGO wurde in Paraguay ebenfalls im Jahr 2004 eingeführt, wodurch die alte nationale Marke TELECEL ersetzt wurde. TIGO Paraguay ist der größte Mobilfunkbetreiber in Paraguay mit mehr als 2,8 Millionen Kunden. Das Unternehmen steht in Konkurrenz mit Personal (Telecom Argentina / Telecom Italia), Claro (America Movil) und VOX (KDDI), welche die GSM/EDGE und WCDMA/HSDPA auf der Sendefrequenz 850 MHz nutzen.

### Bolivien
TIGO wurde 2005 eingeführt und ersetzte den alten Markennamen TELECEL BOLIVIA. TIGO Bolivia ist der zweitgrößte Mobilfunkbetreiber im Land mit über 1,3 Millionen Nutzern. Die Konkurrenten im Markt sind Entel (Telecom Italia) und Nuevatel PCS. Diese nutzen die AMPS/TDMA- und GSM/GPRS-Technologie auf 850-MHz-Basis. Tigo ist das erste Unternehmen, das die UMTS-Technologie anbietet.

### Kolumbien
TIGO ersetzte 2006 die ehemalige Marke Colombia Móvil. Millicom hält 51 % am Unternehmen. TIGO Colombia startete mit 3,6 Millionen Kunden. Tigo steht in Konkurrenz mit COMCEL (America Movil) und Movistar (Telefónica) und nutzt die GSM/GPRS/EDGE-Technologie auf 1900-MHz-Basis.

## Afrika

### Ghana
TIGO wurde 2006 in Ghana eingeführt und ersetzte die Marke MOBITEL. Konkurrenten sind die südafrikanische MTN, Zain und [Vodafone Ghana]. Genutzt wird die GSM/GPRS/EDGE-Technologie auf 900-MHz- und 1800-MHz-Basis.
Am 4. März 2017 gaben Tigo und Airtel Africa bekannt, in Ghana ihre Tochterfirmen Airtel Ghana Ltd. und Tigo Ghana Ltd. zu fusionieren, um damit den zweitgrößten Mobilfunkanbieter im Land entstehen zu lassen. Beide Unternehmen besitzen dabei gleich viele Anteile.

### Kongo (Demokratische Republik Kongo)
TIGO wurde 2007 im Markt eingeführt und ersetzte damit die alte Marke OASIS. Konkurrenten wie Airtel Africa, Supercell, Vodacom und Congo Chine Telecom nutzen GSM/GPRS/EDGE 1800 MHz.

### Tansania
2006 wurde TIGO im Markt für die alte Marke MIC Tanzania Limited eingeführt.

### Tschad
TIGO wurde 2007 in Tschad eingeführt und ersetzte damit die alte nationale Marke. Die Konkurrenz (z. B. Zain) nutzt die Technologie GSM/GPRS/EDGE über 900 MHz.

### Mauritius
Hier tritt das Unternehmen unter dem Namen Emtel im Markt auf. Es konkurriert mit Orange (früher Cellplus) und MTML, welche die Technologie GSM/GPRS und UMTS/HSDPA über 900, 1800 und 2100 MHz nutzten. Emtel betreibt auch ein Breitbandnetzwerk unter dem Namen Wimax.

### Ruanda
Seit Erhalt der Sendelizenz im Jahre 2008 wird das Netzwerk unter dem Namen Tigo betrieben. Konkurrenten sind Rwandacell (MTN) und Airtel. Im Jahr 2020 ist das Joint-Venture Airtel-Tigo zur Airtel Rwanda umfirmiert worden.

## Asien

### Sri Lanka
Im Januar 2007 wurde die Marke im Markt eingeführt und ersetzte den alten Markennamen CELLTEL. In Asien war es das erste Netzwerk, das unter dem Namen TIGO betrieben wird. TIGO ist der drittgrößte Anbieter im Markt. Die internationalen Konkurrenten Dialog Telekom (Telekom Malaysia), Mobitel (Sri Lanka Telecom), Hutch (Hutchison) und Airtel (Bharti Airtel) nutzen die Technologie GSM/EDGE.

### Laos
Tigo wurde 2007 in Laos eingeführt und ersetzte die alte nationale Marke. Tigo Laos ist der zweitgrößte Netzbetreiber.
Am 16. September 2009 wurde bekannt, dass Millicom seinen Anteil von 74 % an Tigo Laos bis zum Jahresende an das Unternehmen Vimpelcom verkaufen wird.

### Kambodscha
Hier tritt das Unternehmen unter dem Namen Cellcard Mobitel am Markt auf. Die Marke wird jedoch auch durch TIGO ersetzt werden. Es konkurriert mit Starcell, Cambodia Advance Communications, Cambodia Shinawatra und Hello GSM (Telekom Malaysia International). Die Konkurrenten nutzten die Technologie GSM/GPRS/EDGE mit 900 MHz.
Am 11. August 2009 verkündete Millicom, dass es seinen Anteil von 58 % an seinen Partner Royal Group bis zum Jahresende verkaufen wird.